# Алиса Томас
Алиса Томас (енгл. Alyssa Thomas; Харисбург, 12. април 1992) је америчка кошаркашица која игра у оквиру Женске националне кошаркашке асоцијације за тим Конектикут сан. На Универзитету Мериленд је рекордер по броју постигнутих поена и дабл-дабл учинка, у мушкој и женској конкуренцији. На WNBA драфту 2014. године изабрана је од стране тима Њујорк либерти, а већ на следећем WNBA драфту 2015. године, изабрана за првог пика и замењена за кошаркашицу Тину Чарлс у тим Конректикут сан.

## Приватан живот
Томасова је рођена 12. априла 1992. године у Харисбургу. Њен млађи брат је Девин Томас који такође игра кошарку. Похађала је средњу школу Central Dauphin у Пенсилванији. У средњој школи је играла кошарку и поставила рекорд по броју убачених поена, а касније исто ти учинила и на колеџу. Проглашена је за Играча године млађих категорија, 2010. године.

## Кошарка на колеџу
Након завршетка средње школе, Томасова је уписала Универзитет Мериленд, где је такође играла кошарку. Током њене прве године школовања, проглашена је Новајлијом године у кошарци, 2011. године. У свом тиму је била водећа по броју поена, са 14,5 поена по утакмици, 7.3 скокова и 2,1 асистенцјим просечно по мечу. Највећу пажњу привукла је током њене друге године школовања, у кошаркашкој сезони 2011/12, када је током сезоне забележила просечно по утакмици 17,2 поена и након тога именована 2012. године за Играча године и у први свеамерички универзитетски тим. Свој тим Мериленд терапинс водила је до државног шампионата 2012. године, а у утакмици против екипе Џорџија теч постигла је 29 поена. Њен тим изгубио од екипе са универзитета Notre Dame у финалној утакмици сезоне 2011/12.
Током њене друге године на колеџу, постала је прва кошаркашица која је постизала 18 поена, 10 скокова и 5 асистенције просечно у сезони. Награду Играч године освојила је други пут у каријери 2013. године.
Током шампионата 2014. године, одиграла је меч каријере против екипе Тенеси лејди, када је постигла 33 поена и одвела свој тим у фајнал-фор такмичење у Нешвилу где су изгубили од екипе са Notre Dame универзитета. 27. јуна 2014. године, по трећи пут освојила је награду Играч године, а након тога проглашена Спортисткињом године. На церемонији Универзитета Мериленд, 2. марта 2014. године одато јој је признање за кошаркашки допринос

## Статистика на колеџу
| Година     | Тим                  | ОУ  | Поени | ПШ%  | 3П%  | СБ%  | СПУ  | АПУ | УПУ | БПУ | ППУ  |
| ---------- | -------------------- | --- | ----- | ---- | ---- | ---- | ---- | --- | --- | --- | ---- |
| 2010/11.   | Мериленд универзитет | 31  | 450   | 48.0 | -    | 73.0 | 7.3  | 1.6 | 2.1 | 0.2 | 14.5 |
| 2011/12.   | Мериленд универзитет | 35  | 601   | 46.2 | 25.9 | 80.0 | 8.0  | 3.2 | 1.6 | 0.4 | 17.2 |
| 2012/13.   | Мериленд универзитет | 34  | 640   | 45.2 | 42.9 | 76.5 | 10.3 | 5.3 | 1.8 | 0.8 | 18.8 |
| 2013/2014. | Мериленд универзитет | 35  | 665   | 51.3 | 24.0 | 79.7 | 10.9 | 4.1 | 1.5 | 0.4 | 19.0 |
| Каријера   | Мериленд универзитет | 135 | 2356  | 47.6 | 26.8 | 77.4 | 9.1  | 3.6 | 1.8 | 0.4 | 17.5 |

## Професионална каријера

### WNBA
Томасова је на WNBA драфту 2004. године изабрана од стране екипе Конектикут сан. У њеној првој сезони за Конектикут сан, постизала је 10 поена и 5,1 скок по мечу, у 34 утакмице у сезони, од који је у 28 играла стартну поставу. Године 2004. позвана је у WNBA почетнички тим. Након прве сезоне почела је да игра на позицији крилног центрар. Године 2017. постигла је рекорд каријере, забележивши 26 поена у мечу против екипе Вашингтон мистик, који је њен тим добио резултатом 86:76. Изгласана је у WNBA олстар тим, што је био њен први пут у каријери да игра на олстар такмичењу. Сезону са тимом Конектикут сан завршила је са новим личним рекордима по броју поена, скокова, асистенција и украднеих лопти. Њен тим имао је учинак од 21 победе и 13 пораза на крају сезоне 2016/2017. и пласирао се у плеј-оф такмичење. У њеној првој плеј-оф утакмици у каријери, Томасова је постигла 20 поена и забележила 10 скокова, али је њен тим ипак изгубио од екипе Финис меркури, резултатом 88:83.

## Каријера ван Сједињених Држава
У периоду од 2014. до 2015. године Томасова је играла у женској кошаркашкој лиги Јужне Кореје за тим Бучеон КЕБ. Била је водећа у лиги по броју поена и скокова, са 19 поена и 11. 1 скоком по утакмици. У време паузе WNBA лиге сезоне 2015/16, Томасова је потписала за клуб Јакин догу који наступа у оквиру женске кошаркашке лиге Турске. Године 2017. потписала је угововор са клубом Јогин блуминкс, за који је заиграла током паузе WNBA сезоне 2017/18..

## WNBA статистика каријере

### Статистика сезона
| Сезона   | Екипа           | ОУ  | СУ  | МПУ  | ПШ%  | 3П%  | СБ%  | СПУ | АПУ | УПУ | БПУ | ППУ  |
| -------- | --------------- | --- | --- | ---- | ---- | ---- | ---- | --- | --- | --- | --- | ---- |
| 2014     | Конектикут сан  | 34  | 28  | 27.3 | 43.4 | 20.0 | 75.7 | 5.1 | 1.5 | 1.0 | 0.2 | 10.0 |
| 2015     | Конектикут сан  | 24  | 23  | 26.0 | .411 | 000  | 69.2 | 5.3 | 1.4 | 1.2 | 0.2 | 8.8  |
| 2016     | Конектикут сан  | 31  | 31  | 27.1 | .487 | 000  | 63.4 | 6.0 | 2.3 | 1.4 | 0.1 | 11.1 |
| 2017     | Конектикут сан  | 33  | 33  | 29.8 | 50.9 | 000  | 56.7 | 6.8 | 4.5 | 1.5 | 0.3 | 14.8 |
| Каријера | 4 године, 1 тим | 122 | 115 | 27.6 | 46.9 | 12.5 | 64.6 | 5.8 | 2.5 | 1.3 | 0.6 | 11.3 |

### Плеј-оф
| Сезона   | Екипа           | ОУ | СУ | МПУ  | ПШ%  | 3П% | СБ%  | СПУ  | АПУ | УПУ | БПУ | ППУ  |
| -------- | --------------- | -- | -- | ---- | ---- | --- | ---- | ---- | --- | --- | --- | ---- |
| 2017     | Конектикут сан  | 1  | 1  | 32.5 | 66.7 | 000 | 66.7 | 10.0 | 1.0 | 2.0 | 0.0 | 20.0 |
| Каријера | 1 година, 1 тим | 1  | 1  | 32.5 | 66.7 | 000 | 66.7 | 10.0 | 1.0 | 2.0 | 0.0 | 20.0 |